# Ida Such
Ida Such (* 6. Juli 1940 in Békéscsaba) ist eine ehemalige ungarische Sprinterin.
1962 schied sie bei den Europameisterschaften in Belgrad über 200 Meter im Halbfinale und in der 4-mal-100-Meter-Staffel im Vorlauf aus.
In der 4-mal-100-Meter-Staffel wurde sie Siebte bei den Olympischen Spielen 1964 in Tokio und Vierte bei den Europameisterschaften 1966 in Budapest.

## Persönliche Bestzeiten
- 100 m: 11,8 s, 1963
- 200 m: 24,5 s, 1964